# Trachypatagus
Trachypatagus is een geslacht van uitgestorven zee-egels uit de familie Megapneustidae.

## Soorten
- Trachypatagus depressus Peron & Gauthier, 1888 † Burdigalien, Neder-Mioceen, Algerije.
- Trachypatagus hantkeni (Pavay, 1874) † Priabonien, Laat-Eoceen, Noord-Macedonië, Italië en Hongarije.
- Trachypatagus jacksoni Lambert & Sanchez Roig, 1924 † Mioceen, Cuba.